# Amado Batista
Pour les articles homonymes, voir Batista.
Amado Batista (né le 17 février 1951) est un chanteur, auteur-compositeur, entrepreneur et producteur musical brésilien, long de ses 44 ans de carrière, il a enregistré 38 albums dont 28 inédits, vendu plus de 38 millions de disques, reçu des centaines de récompenses, dont 28 disques d'or, 28 de platine et un de diamant, se consacrant comme l'un des plus vendus artistes de l'histoire de la musique populaire brésilienne.

## Biographie
Batista est né le 17 février 1951 au Brésil. Tout petit, il a commencé à apprendre la musique en jouant du violoncelle.
Il est le fils de Sebastião Rodrigues da Silva et Joana Batista Rodrigues, étant le plus jeune d'une famille de 8 frères et sœurs (Artênio, Ana, Soeli, Paulo, Suelene, Benicio et Olício). Sa trajectoire a une intrigue similaire à celle de nombreux artistes brésiliens : des origines humbles et pauvres, le rêve de devenir célèbre et les obstacles rencontrés pour atteindre le sommet. Amado Rodrigues Batista est né en février 1951 dans une ferme de Davinópolis, Goiás, alors district de Catalão.

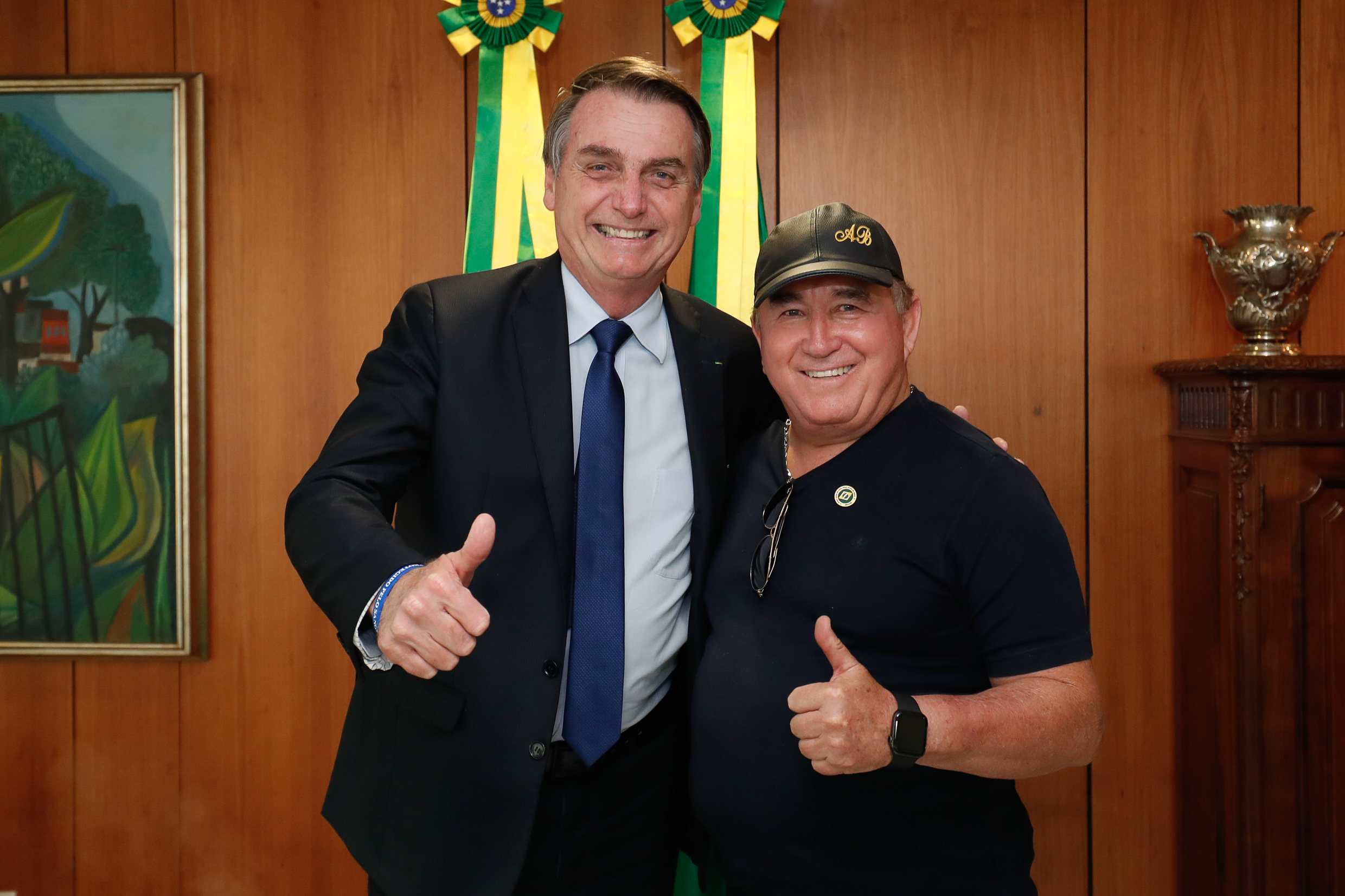
Amado Batista avec le président Jair Bolsonaro.

Amado a enregistré son premier album en 1975, Amado Batista , qui est un double compact avec trois chansons à lui et aussi l'air "Chitãozinho e Xororó", composé par Athos Campos et Serrinha. Cependant, l'album n'a pas eu de succès. En 1976, il enregistre un single compact avec deux chansons en partenariat avec Reginaldo Sodré . Cette fois, il a obtenu plus de succès, se vendant à plus de 100 000 exemplaires avec la chanson "Desisto" dans les charts. En 1977, il sort son premier LP , Canta o Amor , qui répète le succès du disque précédent. En 1978, il signe un contrat avec la maison de disques Continental , assurant une plus grande répercussion nationale à son œuvre. En 1979, il connaît un grand succès avec la chanson "O Fruto do Nosso Amor",Vicente Dias et Praiao II. Avec un répertoire essentiellement romantique, il a fait une fusion de Jovem Guarda avec des modas de viola dans ses œuvres , en passant par des références à Elvis Presley et aux Beatles . Avec plus de 20 ans de carrière, il est devenu l'un des plus gros vendeurs de disques de musique populaire brésilienne. Amado a vendu plus de 15 disques et 12 millions d'exemplaires et a reçu 14 disques d'or, 13 disques de platine et un disque de diamant. En 1985, il passe au label RCA , où il sort, entre autres, le LP Um Pedaço de Mim.en 1993, qui en quelques semaines atteint 600 000 exemplaires vendus, notamment les tubes Vida Cor-de-Rosa" et "Um Pedaço de Mim". 25 concerts par mois. Entre autres, les chansons "Serenata", composées par lui et José Fernandes, « O Julgamento », écrit par Walter José et Sebastião Ferreira da Silva, « O Acidente », de Roberto Ney et Deny Wilson, « Oh ! Se Eu Pudesse", de Vicente Dias, et "Hospício", d'Amado lui-même avec Reginaldo Sodré. En 1994, la chanson "Eu Amo Você", avec Reginaldo Sodré, a été réenregistrée par Odair José sur son album Luz Acesa . , ont sorti leur premier album live, Amado Batista Ao Vivo, qui avait des chansons comme "Anjo Bom", de Sebastião Ferreira da Silva et Ary Gonçalves, "Seresteiro das Noites", composé par José Fernandes, "Vida Cor de Rosa", écrit par Odair José, Xandó et Ricardo Noronha, ainsi que des chansons en partenariat avec Reginaldo Sodré, comme "Pra Que Fugir de Mim" et "Como Na Primeira Vez". L'année suivante, il se rend chez Warner Music , en sortant le CD O Pobretão , la chanson titre composée par lui et Reginaldo Sobré. En 2000, il sort le CD Meus Só , qui contient les tubes "Tá Com Raiva de Mim", "Me Apaixonei", "Será Que Me Ama?" et la chanson titre. En 2001, il sort son 23e album, Amor , avec des chansons marquantes "Secretaria", "Que Bom Seria", "
En 2003, il sort le CD Eu Te Amo , qui contient des chansons comme "Esperança", "Eu Te Amo", "O Boêmio", "Você é o Meu Número" et "Meu Talismã". L'année suivante, il sort son 25e album, Eu Quero é Namorar , dont la chanson titre atteint les charts. L'année suivante, il sort son premier DVD , Éo Show , qui sortira plus tard également au format Blu-ray . Le DVD contenait 22 réenregistrements en direct de leurs plus grands succès. En 2007, sa chanson "Meu Ex-Amor" (composée par Amado et Reginaldo Sodré) est réenregistrée par le duo country João Bosco & Vinícius sur leur CD et DVD Acústico Pelo Brasil , édité par Sony Music. En 2008, Amado sort son deuxième DVD, Amado Batista Acústico sur le label Sony BMG . L'album s'est vendu à environ 150 000 exemplaires, y compris les versions DVD et CD. La même année, il participe au lancement du Rede Clube Brasil de Rádio . En 2010, après une carrière de 35 ans et plus de 30 millions de disques vendus, il sort son album inédit Meu Louco Amor via Sony Music . L'album, qu'il produit lui-même, montre une versatilité des genres, allant du romantisme le plus traditionnel aux chansons dansantes en passant par la samba . Meu Louco Amor a été un succès commercial, dépassant la barre des 100 000 exemplaires. La même année, il participe à l'enregistrement du DVDRight to Live , au Credicard Hall , à São Paulo , pour célébrer le 10e anniversaire du projet conçu par l'Hospital do Câncer de Barretos , qui porte le même nom que l'album. L'enregistrement a eu la participation d'artistes renommés tels que Guilherme & Santiago , Ataíde & Alexandre , Bruno & Marrone , César Menotti & Fabiano , Chitãozinho & Xororó , Daniel , Edson , Eduardo Costa , Fábio Júnior , Gino & Geno , Gian & Giovani , Hudson & Rolemax,Hugo & Tiago , Jorge & Mateus , Juliano Cezar , KLB , Leonardo , Milionário & José Rico , Rick & Renner , Rionegro & Solimões , Roberta Miranda , Sérgio Reis , Teodoro & Sampaio , Victor & Leo et Zé Henrique & Gabriel . Au début des années 2010, il était considéré comme l'un des grands noms de la musique romantique brésilienne , avec une carrière de quatre décennies, plus de 27 millions de disques vendus et plusieurs récompenses pour les ventes de ses albums, dont 28 disques d'or, 28 de platine, 2 or et 2 DVD de platine.
En 2014, il sort l'album O Negócios da China , chez Radar Records, avec 4 chansons inédites et 10 réenregistrements de tubes d'artistes des années 1970 et 1980 , comme "Viola Cabocla", de Tonico & Tinoco. , et "A Raposa e as Uvas", de Reginaldo Rossi.
En 2016, Amado a enregistré le DVD Amado Batista - 40 ans à Brasília , la ville où il a été arrêté pendant la dictature militaire pour être ami avec des intellectuels qui fréquentaient un endroit à Goiânia , où ils parlaient de Che Guevara et de Karl Marx. Le DVD contient 20 chansons, dont 17 sont réenregistrées et 3 inédites, comme la chanson de travail "Sou Igualzinho a Você", qui a eu la participation du compositeur Espírito Santo Elias Wagner,,. L'album est sorti par Som Livre.
En 2019, il signe avec le label Midas Music , propriété de l'homme d'affaires et producteur de musique Rick Bonadio . Dans le même temps, il sort le CD et DVD Amado Batista - 44 Anos , enregistré aux studios Midas Music, à São Paulo, pour célébrer le 44e anniversaire du chanteur. Le DVD avait les apparitions spéciales de Simone & Simaria , Kell Smith , Jorge (du duo Jorge & Mateus ), Moacyr Franco et son fils Rick Batista. Amado possède des actifs évalués à plus de 13,1 millions de reais.

## Vie privée
En 2019, il a commencé à sortir avec l'étudiante en droit Layza Felizardo, née à Manaus, Amazonas. Ils se sont rencontrés lors d'un concert du chanteur dans la ville de Careiro. Felizardo est plus jeune que lui.

## Discographie
1. Amado Batista (1975)
2. Canta o Amor (1977)
3. Sementes de Amor (1978)
4. O Amor não é só de Rosas (1979)
5. Um Pouco de Esperança (1981)
6. Sol Vermelho (1982)
7. Pensando em Você (1983)
8. Casamento Forçado (1984)
9. Seresteiro das Noites (1985)
10. Vitamina e Cura (1986)
11. Hospício (1987)
12. Dinamite De Amor (1988)
13. Escuta... (1989)
14. Eu Sou Seu Fã (1991)
15. Um Pedaço de Mim (1992)
16. Meu Jeitinho (1994)
17. Tum Tum de Saudade (1995)
18. 24 Horas no Ar (1996)
19. Amar, Amar (1997)
20. Amado Batista Ao Vivo (1998)
21. O Pobretão (1999)
22. Estou Só (2000)
23. Amor (2001)
24. Eu Te Amo (2002)
25. Eu Quero é Namorar (2003)
26. Especial Vol. 1 (2003)
27. É o Show (2004)
28. Maxximum (Amado Batista) (2005)
29. 30 Anos... de Carreira (2005)
30. Perdido de Amor (2006)
31. Em Foco (2007)
32. Amado Batista Acústico (2008)
33. Meu Louco Amor (2010)
34. Amor Perfeito: Os Maiores Sucessos de Amado Batista (2012)
35. Amado Batista: Duetos (2013)
36. Amado Batista: O Negócio da China (2014)
37. Amado Batista 40 anos: 40 anos (2016)
38. Amado Batista - 44 Anos (2019)
39. Amado Batista - Em Casa (2022)